# 인천제물포교통
인천제물포교통 (仁川濟物浦交通)은 사모펀드 '차파트너스자산운용'의 계열사이며, 인천지역 간선버스 업체이다.
2009년 인천선진교통의 분할에 따라 설립되었다. 본사는 인천광역시 중구 축항대로86번길 129 (항동7가)에 위치하고 있다.

## 주요 연혁
- 2009년 3월 4일: 인천광역시 서구 백석동 220-4에서 설립.
- 2012년 6월 2일: 본사를 인천광역시 중구 연안부두로53번길 4 (항동7가)로 이전하였다.
- 2015년 10월 12일 ~ 2016년 1월 31일: 파행운행으로 면허가 취소된 인천여객의 63번 시내버스를 공동배차 운행하였다.
- 2017년 11월 22일: 본사를 현 위치인 인천광역시 중구 축항대로86번길 129, 제1동 (항동7가)로 이전하였다.
- 2018년 3월 2일: 국토교통부로부터 광역급행버스 M버스(인천터미널(신세계백화점) - 구월아시아드 - 서창2지구 - 역삼역)노선의 사업자로 선정되었다.
- 2019년 10월 23일: 광역급행버스 M버스(인천터미널(신세계백화점) - 구월아시아드 - 서창2지구 - 역삼역)노선 개통하여 운행하였다.
- 2020년 12월 31일: 인천급행버스 97번(왕길동종점) - 금강종합상가 - 금호어울림아파트 - 완정역 - 보람프라자앞 - 구월아시아드) 개통및 인천시내버스 개편으로 30번 노선 종점이 송내역남부로 연장 운행
- 2023년 1월 19일: M6439번 노선 신동아교통으로 양도
- 2023년 2월: 사모펀드 '차파트너스'에 피인수

## 운행 노선

### 간선버스
- ● 30번: 매립지입구 - 원당지구 - 유현사거리 - 신동아아파트 - 장기동 - 계양역 - 귤현역 - 박촌역 - 계산역 - 작전역 - 갈산역 - 부평역 - 백운역 - 간석오거리 - 만수동 - 인천대공원 - 송내역
- ● 78번: 마전지구 - 검단사거리 - 당하지구 - 원당지구 - 유현사거리 - 장기동 - 개화역 - 김포국제공항 - 송정역(이 노선은 영종운수으로부터 양도받은 노선이다.)

### 급행버스
- ● 급행97번 : 매립지입구 - 금호어울림아파트 - 완정역 - 인천영어마을 - 계양역 - 귤현역 - 박촌역 - 임학역 - 삼산사거리 - 굴포천역 - 동수치안센터 - 인천예림학교(인천성모병원) - 엘림교회- 금마초등학교

## 과거운행 노선

### 간선버스
- ● 75번: 영어마을 - 경문직업전문학교 - 에덴사랑집 - 광명교 - 한국화학시험연구원 - 서부자동차학원 - 목상계곡이구 - 목상동.새봄농원입구 - 다남동소촌마을입구 - 역골가든 - 계양역 - 계양중학교 - 귤현역(2016년 7월 30일 폐선)(현재 인천선진교통에서 운행하는 75번과는 무관 )

### 국토교통부의 광역급행버스
- ● M6439번: 인천종합버스터미널 ↔ 선수촌사거리 ↔ 서창도서관 ↔ 서창 센트럴 푸르지오 ↔ 센타빌딩 ↔ 서창 퍼스트뷰 후문 → 서초 아트자이아파트 → 서초동 삼성아파트 → 서초역 → 교대역 → 강남역 → 역삼역 → 럭키아파트 → 도곡 한신아파트 → 양재역 → 서초구청(이하 역순)

## 보유 차량
- 현대 그린시티
- 현대 뉴 슈퍼 에어로시티
- 현대 일렉시티

## 갤러리

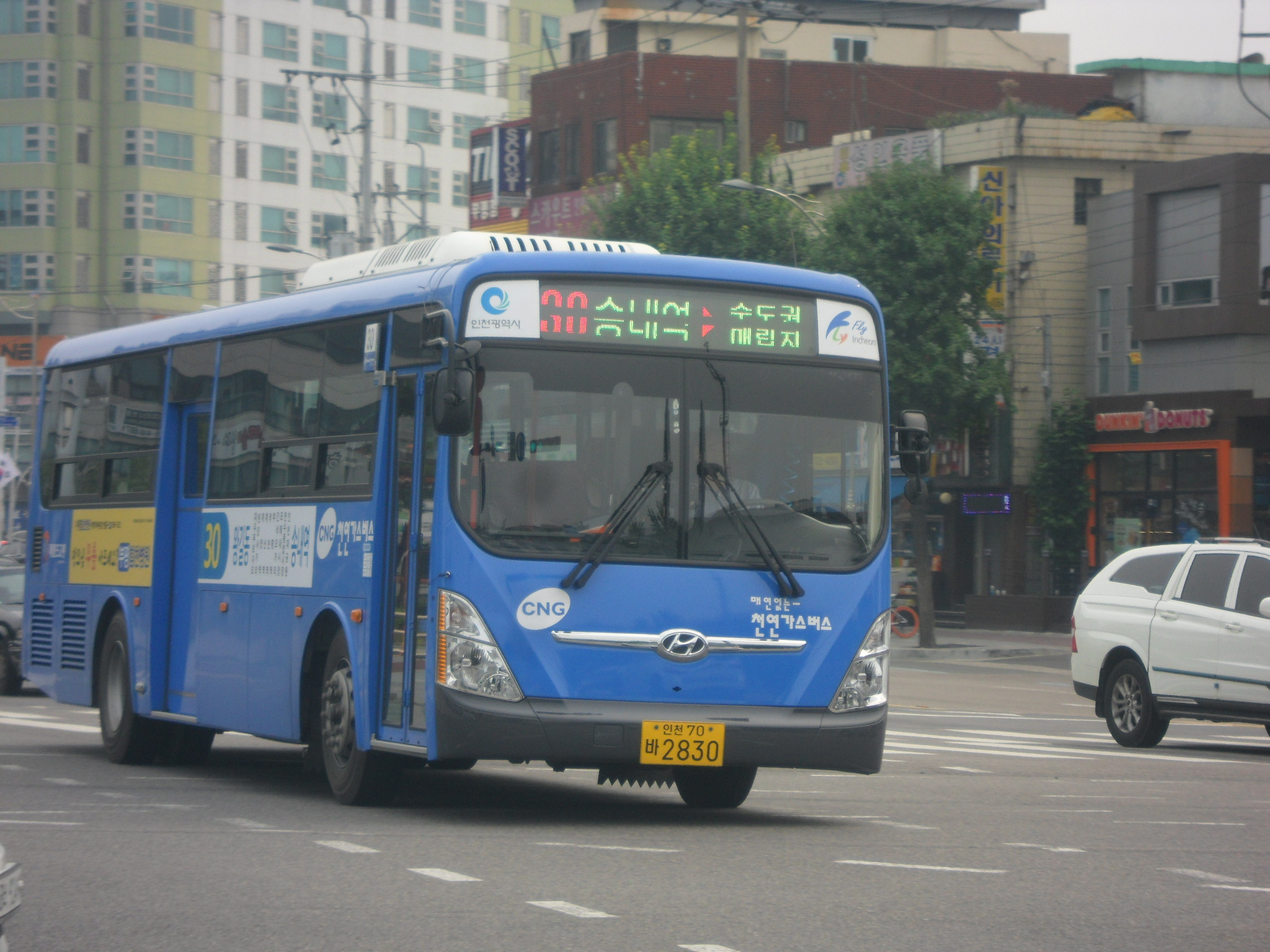
30번
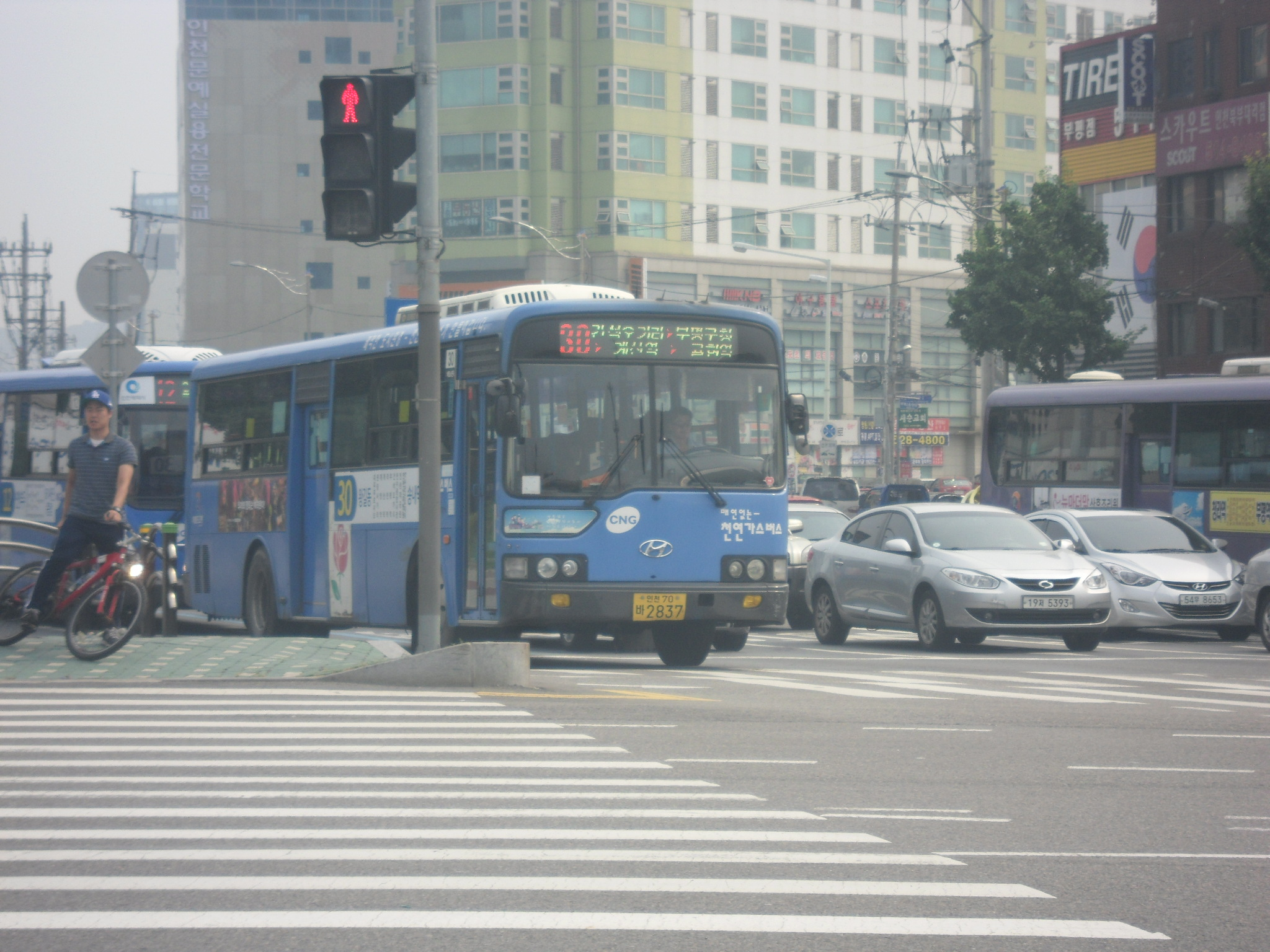
30번 (2)
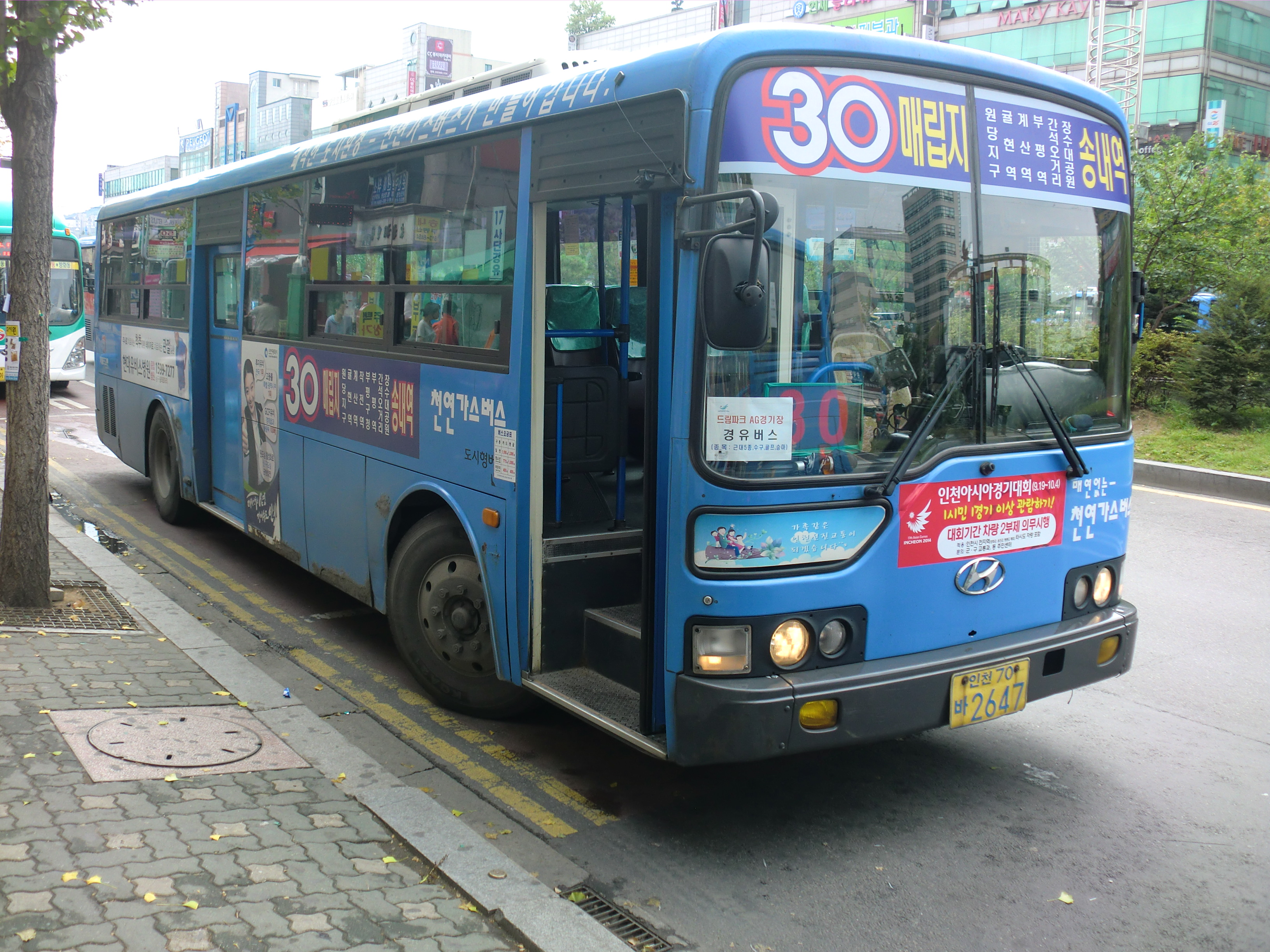
30번 (3)

## 같이 보기
- 미추홀교통